# Вилхелм Райнхард фон Найперг
Вилхелм Райнхард фон Найперг (на немски: Wilhelm Reinhard von Neipperg; * 27 май 1684, Швайгерн; † 26 май 1774, Виена) е от 1726 г. граф и господар от род Найперг от Швабия, фелдмаршал, императорски военачалник в Австрия.

## Живот
Той е най-големият син на императорския фелдмаршал фрайхер Еберхард Фридрих фон Найперг (1655 – 1725) и първата му съпруга Маргарета Лукреция фон Хорнберг (1658 – 1686), дъщеря на Райнхард фон Хорнберг (1619 – 1677) и Анна Агнес фон Бузек, преим. фон Мюнхен (1623 – 1671). Баща му се жени втори път за Ева Доротея Грек фон Кохендорф (1669 – 1731). Внук е на издигнатия на фрайхер Еберхард Вилхелм фон Найперг (1624 – 1672) и Маргарета Елизабет фон Щерненфелс.
Резиденцията на фамилията от 12 век е замък Найперг, днес в Бракенхайм в Баден-Вюртемберг.
Вилхелм Райнхард прекарва детството си в Щутгарт и през 1702 г. започва императорска служба във Виена. Той служи в регимента на баща си. През 1715 г. става полковник. Като генерал-маьор той е от 1723 г. възпитател на бъдещия император Франц I Стефан.
Вилхелм Райнхард е издигнат на имперски граф на 5 февруари 1726 г. През 1730 г. той става губернатор на Люксембург, през 1733 г. участва като фелдмаршал-лейтенант във войната в Италия, 1737 г. участва във войната против турците. През 1741 г. е командир на австрийската войска в Силезия и става фелдмаршал.
През 1753 г. той става рицар на австрийския Орден на Златното руно. От 1755 г. е вицепрезидент в дворцовия военен съвет и от 1762 г. командващ генерал в Ерцхерцогство Австрия и командант на град Виена.
Той умира през 1774 г. на 89 години във Виена и е погребан в гробницата на фамилията Кевенхюлер в „църквата Шотен“ във Виена.

## Фамилия
Вилхелм Райнхард се жени на 24 април 1726 г. във Виена за графиня Мария Франциска Терезия фон Кевенхюлер-Франкенбург (* 8 ноември 1702; † 1 септември 1760), дъщеря на граф Франц Фердинанд Антон фон Кевенхюлер-Франкенбург (1682 – 1746) и съпругата му фрайин Мария Терезия фон Лубетих и Шапелот († 1720). Те имат децата:
- Йохана Юлиана Кристиана (* 16 февруари 1727; † 15 декември 1758), омъжена на 19 март 1745 г. за Томас Франсоас Йозеф маркиз д'Йве, барон де Бранденбург
- Леополд Йозеф Йохан Непомук (* 27 март 1728, Швайгерн; † 5 януари 1792, Швайгерн), женен I. на 24 ноември 1751 г. за графиня Мария Франциска фон Кьонигсег-Ротенфелс (* 6 април 1723; † 24 септември 1752), II. на 17 февруари 1754 г. във Виена за графиня Мария Вилхелмина фон Алтхан (* 1733; † 5 юли 1773, Франкфурт на Майн), III. на 4 април 1774 г. за графиня Мария Вилхелмина фон Хатцфелд-Вилденбург (* 28 август 1750; † 24 януари 1784, Париж), IV. на 4 февруари 1787 г. за Берхардина Йозефа Федерика фон Визе (* 26 април 1761; † 14 юли 1837, Швайгерн)
- Мария Вилхелмина Йозефа (* 30 април 1738; † 21 октомври 1773, Виена), омъжена 1755 г. за княз Йохан Адам фон Ауершперг (* 27 август 1721; † 11 ноември 1795), афера със 7. принц Шарл Йозеф Ламорал Франсоас Алексис де Лигне (* 23 май 1725, Брюксел; † 13 декември 1814, Виена), афера с император Франц I Стефан, титулар крал на Йерусалим (* 8 декември 1708; † 18 август 1765, Инсбрук)